# Literaturjahr 1994
Liste der Literaturjahre

◄◄ | ◄ | 1990 | 1991 | 1992 | 1993 | Literaturjahr 1994 | 1995 | 1996 | 1997 | 1998 | ► | ►►

Weitere Ereignisse

## Ereignisse
- 27. Mai: Nach zwanzigjährigem Exil in den USA kehrt der russische Schriftsteller Alexander Solschenizyn in seine Heimat zurück.
- 11. November: Der Codex Leicester (auch als Codex Hammer bekannt), eine gebundene Sammlung von Blättern mit wissenschaftlichen Schriften, Notizen, Skizzen und Zeichnungen Leonardo da Vincis, wird vom Auktionshaus Christie’s für 30,8 Millionen US-Dollar[1] an den Unternehmer Bill Gates versteigert. Damit ist der Kodex die teuerste jemals verkaufte Handschrift der Welt.
- 09. Dezember: Astrid Lindgren erhält den Honorary Award des Right Livelihood Award. Daneben gehört auch Ken Saro-Wiwa zu den Ausgezeichneten dieses Jahres.

## Literaturpreise
- Literaturnobelpreis: Kenzaburo Oe[2]

- Nebula Award

- Greg Bear, Moving Mars, Heimat Mars, Kategorie: Bester Roman
- Mike Resnick, Seven Views of Olduvai Gorge, Sieben Blicke in die Olduvai-Schlucht, Kategorie: Bester Kurzroman
- David Gerrold, The Martian Child, Kategorie: Beste Erzählung
- Martha Soukup, A Defense of the Social Contracts, Kategorie: Beste Kurzgeschichte

- Hugo Award

- Kim Stanley Robinson, Green Mars, Grüner Mars, Kategorie: Bester Roman
- Harry Turtledove, Down in the Bottomlands, Kategorie: Bester Kurzroman
- Charles Sheffield, Georgia on My Mind, Die Rechenmaschine von South Georgia, Kategorie: Beste Erzählung
- Connie Willis, Death on the Nile, Kategorie: Beste Kurzgeschichte

- Locus Award

- Kim Stanley Robinson, Green Mars, Grüner Mars, Kategorie: Bester SF-Roman
- Peter S. Beagle, The Innkeeper's Song, Es kamen drei Damen im Abendrot, Kategorie: Bester Fantasy-Roman
- Lucius Shepard, The Golden, Die Spur des goldenen Opfers, Kategorie: Bester Horror-Roman
- Patricia Anthony, Cold Allies, Kalte Verbündete, Kategorie: Bester Erstlingsroman
- Harlan Ellison, Mefisto in Onyx, Mephisto in Onyx, Kategorie: Bester Kurzroman
- Dan Simmons, Death in Bangkok, Kategorie: Beste Erzählung
- Connie Willis, Close Encounter, Kategorie: Beste Kurzgeschichte
- Connie Willis, Impossible Things, Kategorie: Beste Sammlung
- Gardner Dozois, The Year's Best Science Fiction: Tenth Annual Collection, Kategorie: Beste Anthologie

- Kurd-Laßwitz-Preis

- Thomas Ziegler, Die Stimmen der Nacht, Kategorie: Bester Roman
- Wolfgang Jeschke, Schlechte Nachrichten aus dem Vatikan, Kategorie: Beste Erzählung
- Gert Prokop, Liebe, Du zärtlicher, zitternder Vogel, Kategorie: Beste Kurzgeschichte
- Connie Willis, Die Jahre des Schwarzen Todes, Kategorie: Bestes ausländisches Werk
- Walter Brumm, Kategorie: Bester Übersetzer

- Philip K. Dick Award

- Robert Charles Wilson, Mysterium

- Booker Prize: James Kelman, How Late It Was, How Late
- Friedenspreis des deutschen Buchhandels: Jorge Semprún
- Kurd-Laßwitz-Preis: Thomas Ziegler, Die Stimmen der Nacht
- Ingeborg-Bachmann-Preis: Reto Hänny, Guai
- Prix Goncourt: Didier van Cauwelaert, Un Aller simple
- Pulitzer Prize for Drama: Edward Albee, Three Tall Women
- Pulitzer Prize for Fiction: E. Annie Proulx, The Shipping News
- Pulitzer Prize for Poetry: Yusef Komunyakaa, Neon Vernacular: New and Selected Poems
- Nebula Award: Greg Bear, Moving Mars
- Ethel Wilson Fiction Prize: Caroline Adderson, Bad Imaginings
- Floyd S. Chalmers Award in Ontario History: R.D. Gidney, W.P.J. Millar, Professional Gentlemen: The Professions in Nineteenth Century Ontario
- Hubert Evans Non-Fiction Prize: Sharon Brown, Some Become Flowers: Living With Dying at Home
- Journey Prize: Melissa Hardy, Long Man the River
- Toronto Book Awards: Timothy Findley, Headhunter
- Premio Nadal: Rosa Regàs, Azul
- Georg-Brandes-Preis: Inge Eriksen, Skytsengle
- Søren-Gyldendal-Preis: Hanne Engberg
- Kritikerprisen (Dänemark): Christian Skov, Høstnætter
- Weekendavisens litteraturpris: Pia Tafdrup, Territorial sang, en Jerusalem-komposition
- Kritikerprisen (Norwegen): Torgeir Schjerven, Omvei til Venus

## Neuerscheinungen
Belletristik
- Ein anderes Leben gibt es nicht – Maria Nurowska
- Astas Tagebuch – Barbara Vine
- Berliner Aufklärung – Thea Dorn
- Herztier – Herta Müller
- The Informers – Bret Easton Ellis
- Die Kammer – John Grisham
- Lord of Chaos – Robert Jordan
- Melancolia Americana – Jürg Federspiel
- Die Nacht von Jesi – Peter Berling
- Paradise – Abdulrazak Gurnah
- Die Prophezeiungen von Celestine – James Redfield
- Und Nietzsche weinte – Irvin D. Yalom
- Zügellos – Dick Francis

Drama
- Kunst – Yasmina Reza

Kinder- und Jugendbücher
- Abdel – Enrique Páez
- Als der Weihnachtsmann vom Himmel fiel – Cornelia Funke
- Dicke Luft in Halbundhalb – Ulrich Karger
- Erwachsene reden. Marco hat was getan. – Kirsten Boie
- Handa’s Surprise – Eileen Browne
- Hoch oben im Baum – Margaret Atwood
- Weißt du eigentlich, wie lieb ich dich hab? – Sam McBratney
- Wenn das Glück kommt, muss man ihm einen Stuhl hinstellen – Mirjam Pressler
- Whispers in the Graveyard – Theresa Breslin

Autobiografie
- Der lange Weg zur Freiheit – Nelson Mandela

Sachliteratur
- The Bell Curve – Richard Herrnstein und Charles Murray
- Die selbstbewusste Nation – Hrsg.: Ulrich Schacht und Heimo Schwilk
- Die Vernunft der Nationen. Über das Wesen der Außenpolitik – Henry Kissinger

## Geboren
- 05. Januar: Sophie Passmann, deutsche Autorin und Moderatorin
- 16. März: Lukas Rietzschel, deutscher Schriftsteller
- ungenannt: Elias Hirschl, österreichischer Schriftsteller
- ungenannt: Amanda Lasker-Berlin, deutsche Schriftstellerin und Dramatikerin

## Gestorben
- 01. Januar: Marianne Bruns, deutsche Schriftstellerin (* 1897)
- 01. Januar: Werner Schwab, österreichischer Schriftsteller (* 1958)
- 03. Januar: Frank Belknap Long, US-amerikanischer Autor von Horror-, Science-Fiction (* 1903)
- 13. Januar: F.R. Boschvogel, belgischer Schriftsteller (* 1902)
- 26. Januar: Wilhelm Muster, österreichischer Schriftsteller und literarischer Übersetzer (* 1916)
- 30. Januar: Pierre Boulle, französischer Schriftsteller (* 1912)
- 31. Januar: Erwin Strittmatter, deutscher Schriftsteller (* 1912)
- 26. Februar: J. L. Carr, britischer Schriftsteller (* 1912)
- 01. März: Gert Prokop, deutscher Schriftsteller (* 1932)
- 05. März: Jan Dobraczyński, polnischer Schriftsteller und Politiker (* 1910)
- 09. März: Charles Bukowski, US-amerikanischer Dichter und Schriftsteller (* 1920)
- 10. März: Robert Shea, US-amerikanischer Schriftsteller (* 1933)
- 13. März: Sandra Paretti, deutsche Schriftstellerin (* 1935)
- 26. März: Margaret Millar, kanadische Krimi-Schriftstellerin (* 1915)
- 28. März: Eugène Ionesco, französischer Dramatiker (* 1909)
- 07. April: Golo Mann, deutscher Historiker, Schriftsteller und Philosoph (* 1909)
- 14. April: Bernt Engelmann, deutscher Schriftsteller und Journalist (* 1921)
- 16. April: Ralph Ellison, US-amerikanischer Autor (* 1914)
- 19. April: Jochen Ziem, deutscher Schriftsteller (* 1932)
- 30. Mai: Juan Carlos Onetti, uruguayischer Journalist und Schriftsteller (* 1909)
- 29. Juni: Jack Unterweger, österreichischer Krimineller und Schriftsteller (* 1950)
- 01. Juli: Hedda Zinner, deutsche Schriftstellerin, Schauspielerin, Kabarettistin (* 1904)
- 14. Juli: Robert Jungk, deutsch-österreichischer Publizist, Journalist und Zukunftsforscher (* 1913)
- 16. Juli: Kurt Morawietz, deutscher Schriftsteller (* 1930)
- 27. Juli: Rosa Chacel, spanische Schriftstellerin (* 1898)
- 14. August: Elias Canetti, bulgarisch-britisch-deutscher Schriftsteller (* 1905)
- 19. August: Robert Roschdestwenski, russischer Schriftsteller (* 1932)
- 24. August: Wolf von Aichelburg, rumänisch-deutscher Schriftsteller (* 1912)
- 08. September: Barry Graves, deutscher Journalist, Autor und Radiomoderator (* 1942)
- 23. September: Robert Bloch, US-amerikanischer Autor (* 1917)
- 24. September: Otto F. Walter, Schweizer Schriftsteller (* 1928)
- 02. Oktober: Ron Herron, britischer Architekt und Autor (* 1930)
- 10. Oktober: Germain Muller, französischer Kulturpolitiker, Kabarettist und Dichter (* 1923)
- 14. Oktober: Egon von Vietinghoff, Schweizer Maler, Fachbuchautor, Philosoph (* 1903)
- 24. Oktober: Erich Wustmann, deutscher Völkerkundler und Reiseschriftsteller (* 1907)
- 27. November: Hans Günter Michelsen, deutscher Dramatiker (* 1920)
- 05. Dezember: Robert Lowry, US-amerikanischer Schriftsteller (* 1919)
- 10. Dezember: Jiří Marek, tschechischer Schriftsteller (* 1914)
- 24. Dezember: John Osborne, britischer Dramatiker (* 1929)